# Cryptopone sauteri
Cryptopone sauteri é uma espécie de formiga do gênero Cryptopone, pertencente à subfamília Ponerinae.